# Ferdinand Collmann

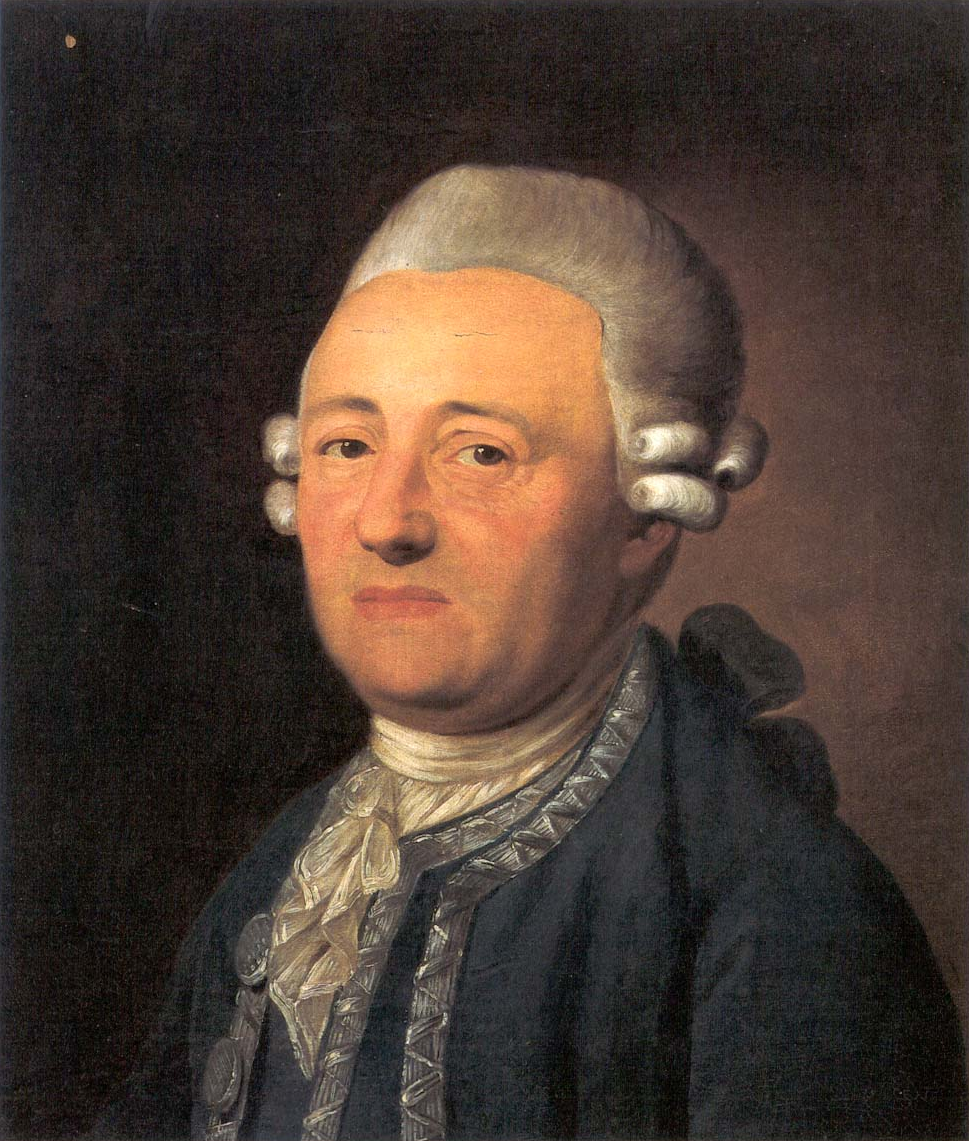
J. G. Krünitz von Ferdinand Collmann, 1795

Johann Friedrich Wilhelm Ferdinand Collmann (* 9. Oktober 1762 in Berlin; † 28. August 1837 ebenda) war ein deutscher Maler und Hochschulprofessor.
Collmann war ein Schüler von Anton Graff. Er war von 1821 bis 1837 Mitglied der Preußischen Akademie der Künste.
Nach anfänglichem Studium der Theologie ging er im März 1787 nach Berlin, um auf der Akademie zu studieren. Im Jahr 1789 wurde er Lehrer der Zeichenschule, 1794 Professor derselben. Er reiste 1804 nach Italien, kehrte im Herbst des Jahres 1807 aber auf seinen Lehrstuhl nach Berlin zurück.